# Spálov (zámek)
Bývalý zámek Spálov stojí v centru městyse Spálov v okrese Nový Jičín, v blízkosti kostela sv. Jakuba. Po necitlivé přestavbě již zámeckou budovu příliš nepřipomíná.

## Historie
První písemná zmínka o Spálově pochází z notářské listiny, u které se ovšem nedochovala datace. První datovaná zpráva pak pochází z roku 1394, kdy byl součástí potštátského panství. V té době patřilo panství markraběti Prokopovi, který jej krátce předtím získal od pánů z Kunštátu, do jejichž vlastnictví se vrací v roce 1405. O tři roky později panství odkoupil Tas z Prusinovic, příslušník rodu píšící se po tomto nákup jako Podstatští z Prusinovic.
K osamostatnění spálovského panství došlo za Jetřicha z Prusinovic a na Potštátě, který potštátské panství vlastnil v letech 1492 – 1535, nicméně v rámci rodové držby zůstával Spálov součástí potštátského panství. Je pravděpodobné, že někdy v této době musela vzniknout spálovská tvrz, neboť následně se objevuje v predikátu Mladoty Podstatského z Prusinovic a na Spálově. V roce 1609 získal Spálov jako odúmrť Jan Bernard Podstatský z Prusinovic, od něhož jej v roce 1611 odkoupila Kristina z Rogendorfu, vdova po Hynku starším Bruntálském z Vrbna, čímž došlo k definitivnímu oddělení spálovského panství od potštátského.
Kristininy majetky držel Jiří Ehrenreich z Rogendorfu a na Dolních Kounicích, který ovšem panství zadlužil a po Bílé hoře o něj i přišel. V roce 1620 byla tvrz vypleněna císařskými Lisovčíky a na přelomu let 1623/1624 po nájezdu polských kozáků vypálena. V roce 1622 konfiskát získali Alžběta z Vrbna a její manžel Jan Gottfried Breiner ze Stubinku. Dozor nad panstvím držel František z Dietrichštejna. V dalším rabováním na zámku docházelo ve 40. letech 17. století. Po Breinerově smrti se poručníkem jeho dětí stal kardinál František z Dietrichštejna. V roce 1694 Spálov získal Karel Ferdinand Schertz, který v letech 1695 – 1698 nechal zámek barokně přestavět. V roce 1730 zámek zakoupil Rudolf Landelin z Fragštejna a Nimbsdorfu, za něhož došlo na panství k selským povstáním.
V roce 1743 se majitelem stal Emanuel Kajetán Záviš z Osenice. V roce 1845 zámek vyhořel a tehdejším majitel Moritz Záviš jej nechal přestavět v duchu empíru. V roce 1883 odkoupil zadlužené panství Adolf Dubský z Třebomyslic a pak ho převzal jeho zeť Filip Arnošt Kinský, který nechal zámek opět upravit. Už v roce 1885 však znovu mění majitele, když jej odkoupil majitel kunínského panství rytíř Viktor Bauer. V roce 1921 se zámek dočkal novoklasicistní přestavby. V majetku rodu zůstal do května 1945, kdy jim byl zkonfiskován a od července 1945 v jeho prostorách funguje základní škola. V roce 1967 prošel úpravou, při které ztratil značné množství historických architektonických prvků a v roce 1976 došlo k přistavění tělocvičny. Architektonickou destrukci komplexu pak v roce 2022 završila dostavba školy v naprosto odlišném a i původní proporce otvorů ignorujícím modernistickém stylu na místě původních koníren.[zdroj?]